# Francisco Izquierdo
Francisco Izquierdo Ríos (Saposoa, 29 de agosto de 1910 –  Lima, 30 de junio de 1981) fue un escritor y maestro docente peruano.

## Sobre su obra
Fue uno de los más importantes narradores peruanos del siglo XX.  Proveniente de la selva amazónica peruana, recreó en su obra el paisaje y la vida de los hombres de esa región (narrativa regionalista). Su obra literaria es muy nutrida. Su género preferido fue el cuento. El vigor y la sencillez son las cualidades de su prosa. Su estilo tiene una gran fuerza evocativa. Compuso además poesía y ensayos de crítica literaria. Cultivó la literatura para niños, siendo este su mayor logro. Uno de sus cuentos más conocidos es El Bagrecico.

## Biografía
Hijo de Francisco Izquierdo Saavedra y Silvia Ríos Seijas, ambos de procedencia rural, campesina e indígena, fue natural de Saposoa, capital de la provincia de Huallaga en la selva alta del Perú. Tuvo siete hermanos, entre ellos Guillermo Izquierdo Ríos, también escritor de la selva amazónica. 
Concluida su educación secundaria en el Colegio Nacional de Moyobamba (1927), pasó a la Sección Normal del Instituto Pedagógico Nacional de Varones (1928-1930), en el cual optó título de Maestro de segundo grado. Por entonces conoció a José Carlos Mariátegui, con quien colaboró en el dictado de cursos de cultura general en los sindicatos obreros de Lima y Vitarte.
Sucesivamente, ejerció la docencia en Moyobamba (1931-1932), Chachapoyas (1932-1939), Yurimaguas (1939-1940) e Iquitos (1941-1943). En 1943 fue nombrado inspector de enseñanza de la provincia de Maynas y cumplida su labor pasó a Lima como director de la Escuela Nocturna N.º 36 de Bellavista,  Callao (1943-1964).
Fue también nombrado jefe del Departamento de Folclor creado en la Dirección de Educación Artística y Extensión Cultural del Ministerio de Educación. Como parte de su labor, junto con José María Arguedas, publicó en 1947 una recopilación de Mitos, leyendas y cuentos peruanos, que los profesores de todo el país recogieron oralmente.
Pasó a ser jefe del Departamento de Publicaciones de la Casa de la Cultura (1963-1973), de la que editó la revista Cultura y Pueblo (1964-1970). Fue jurado en el concurso literario de la Casa de las Américas, en La Habana (1977), así como presidente de la Asociación Nacional de Escritores y Artistas, ANEA (1980-1981).

## Obras
Principalmente consagrado al género narrativo, publicó:
- Selva y otros cuentos (1949).
- Cuentos del tío Doroteo (1950).
- En la tierra de los árboles (1952), novela.
- Días oscuros (1950 y 1966), novela.
- Gregorillo (1957), novela que obtuvo el segundo premio en el concurso promovido por los editores Juan Mejía Baca y P. L. Villanueva. Es un relato semiautobiográfico, sencillo y emotivo.
- Maestros y niños (1959), selección de relatos con temas vinculados a la docencia.
- El árbol blanco (1962, aumentada en 1963), que ganó el Premio Nacional de Fomento a la Cultura Ricardo Palma, en 1963.
- Mi aldea (1964), colección de pequeñas prosa poéticas.
- Los cuentos de Adán Torres (1965), cuentos que se caracterizan por su lenguaje exacto, en los que retrata con fidelidad escenas y personajes de la selva amazónica, fruto de una larga y atenta observación de la realidad.
- Gavicho (1965), cuento premiado por la Editorial Doncel de Madrid.
- El colibrí con cola de pavo real (1965), cuentos para niños, obra señalada por la crítica como una de sus contribuciones más valiosas a la literatura peruana.
- Sinti, el viborero (1967), cuento ambientado también en la selva.
- Mateo Paiva, el maestro (1968), novela.
- Muyuna (1970), colección de novelas cortas ambientadas también en la selva. Muyuna significa “remolino”.
- Belén (1971), novela sobre la vida de los habitantes del barrio de ese nombre, en la ciudad de Iquitos. Belén es una barriada semiflotante, pestilente y mísera, que el autor describe con trazos precisos y dramáticos.
- Voyá (1978), cuentos.

Además:
- Sachapuyas (1936), poesías.
- Ande y selva (1939), estampas de la tierra peruana.
- Vallejo y su tierra (1949; y aumentada en 1969 y 1972).
- Papagayo, el amigo de los niños (1952), poemario.
- Cinco poetas y un novelista (1969), obra de crítica literaria. Ensayos testimoniales en torno a César Vallejo, Ricardo Peña Barrenechea, Anaximandro Vega, Luis Valle Goicochea, Alejandro Peralta y Ciro Alegría.
- La literatura infantil en el Perú (1969), ensayo y antología.
- Pueblo y bosque (1975), estudios y composiciones literarias en torno al folclor amazónico.